# إنا (ناغانو)
مدينة إنا (باليابانية:伊那市) هي أحد المدن التابعة لمحافظة ناغانو. تأسست رسميًا في 31/03/2006. ويقدر عدد سكانها بـ 71937 نسمة حسب تقدير مكتب الإحصاء الياباني لعام 2012. تبلغ مساحة إنا 667.81 كم2. بكثافة سكانية تبلغ 108 نسمة/كم2.

## أعلام
- كنجي كيتاهارا
- ريوما نيشيمورا